# Borbála Tóth Harsányi
Borbála Tóth Harsányi (* 8. August 1946 in Debrecen, Republik Ungarn) ist eine ehemalige ungarische Handballspielerin, die dem Kader der ungarischen Nationalmannschaft angehörte. Nach ihrer aktiven Laufbahn arbeitete sie als Trainerin und Journalistin.

## Karriere
Tóth Harsányi begann das Handballspielen im Jahr 1959 beim ungarischen Verein Debreceni Spartacus. Ab dem Jahr 1965 spielte sie für den Verein Bakony Vegyész TC aus Veszprém. Mit Bakony Vegyész TC gewann sie 1970 die ungarische Meisterschaft sowie 1973 den ungarischen Pokal.
Tóth Harsányi gehörte zwischen 1967 und 1976 dem Kader der ungarischen Nationalmannschaft an. In diesem Zeitraum gewann sie bei der Weltmeisterschaft 1971 und bei den Olympischen Spielen 1976 jeweils die Bronzemedaille. Weiterhin belegte sie bei der Weltmeisterschaft 1973 den vierten Platz.
Von 1977 bis 1979 war sie als Trainerin bei dem Verein Köfém SC in Székesfehérvár und nach dem Erhalt des Trainerdiploms im Jahr 1980 für drei Jahre als Jugendtrainerin beim ungarischen Verein Vasas Budapest tätig. Von 1984 bis 1986 war sie Mitarbeiterin der Zeitschrift Képes Sport, dann drei Jahre als Sportlehrerin und zwei Jahre bei Juventus Rádió tätig. Ab 1991 war sie als Mitarbeiterin in der Abteilung Sport bei Magyar Rádió angestellt.

## Sonstiges
Bei den Olympischen Spielen 1976 gehörte ihre Schwester Katalin Laki ebenfalls dem ungarischen Aufgebot an.